# Bulgarrenault
La Bulgarrenault (in lingua bulgara Булгаррено) è stata una casa automobilistica bulgara con sede nella città di Plovdiv, risultato di una collaborazione tra la Metalhim (una ditta bulgara nel settore della difesa) e la Bulet (una società commerciale bulgara nel settore delle esportazioni).
La produzione proseguì per cinque anni (1966-1970), durante i quali la fabbrica di Plovdiv produsse due modelli Renault: la Renault 8 e la Renault 10. 

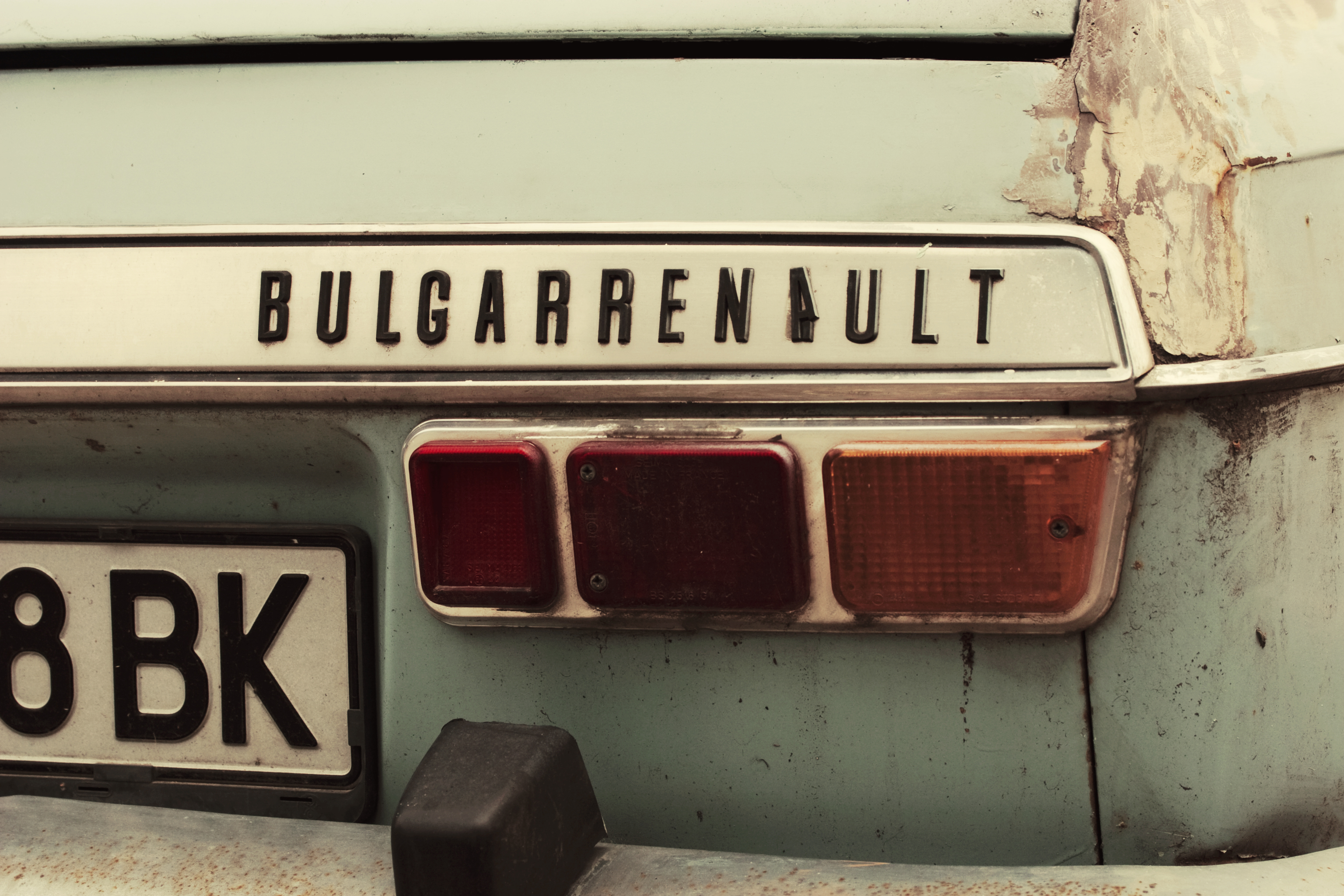
Particolare di una Bulgarrenault

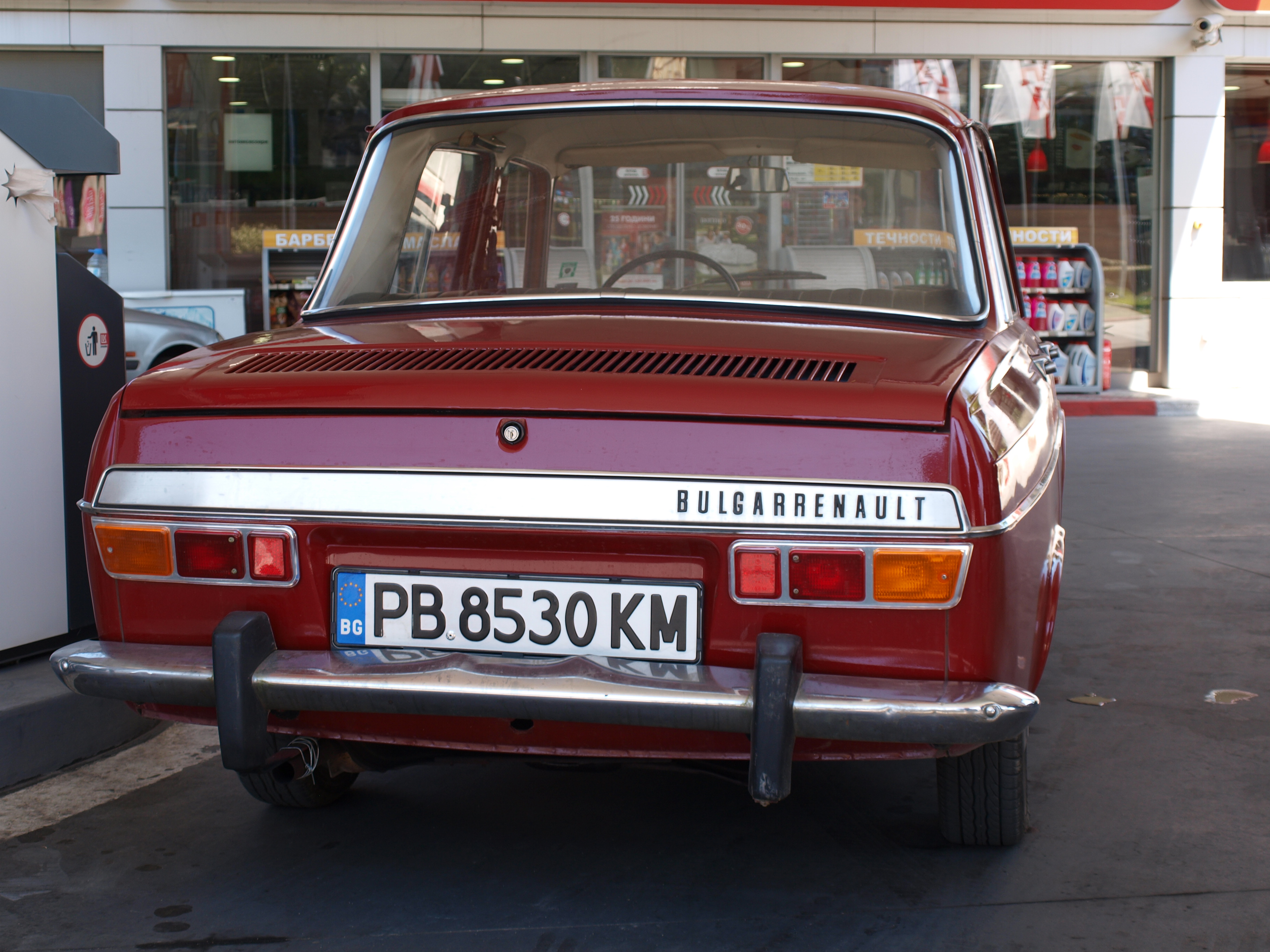
Parte posteriore di una Bulgarrenault

## Inizi
Alla metà degli anni ‘60, a seguito dell'iniziativa della ETO Bulet (società statale per l'export), fu formata una joint-venture fra la Bulet stessa e la SPC Metalhim (cooperativa di stato nel settore produzione), con lo scopo di costruire autovetture. 
In quel periodo la ETO Bulet era coinvolta nel commercio di tutti i tipi di manufatti, mentre la SPC Metalhim era una cooperativa di produzione che riuniva tutti gli stabilimenti in Bulgaria nel settore della difesa nazionale.
L'idea di base era quella di acquistare dei CKD, kit di autovetture dall'estero, grazie alla disponibilità da parte della Bulet di riserve in valuta pregiata e poi di assemblarli nelle fabbriche di proprietà della Metalhim.
Diverse offerte erano già state fatte da case automobilistiche straniere (come Renault, Fiat, SIMCA, e Alfa Romeo), ma l'offerta della Renault fu considerata la più attraente (La prima offerta della casa automobilistica francese era stata fatta il 27 maggio 1963, per il montaggio delle autovetture Renault 4 e Renault 4L.)
Il 30 luglio 1966 il Consiglio dei ministri bulgaro diede una formale autorizzazione alla SPC Metalhim di avviare i negoziati con la Renault attraverso la mediazione della ETO Bulet (Inizialmente, l'assemblaggio delle vetture era destinato a una fabbrica nella città di Červen Brjag).
Il giornale statale Rabotničesko delo nel suo numero N° 261 del 18 settembre 1966, annunciò che la ETO Bulet e la Renault avevano firmato un contratto e solo due giorni dopo, 10 auto Renault 8 furono mostrate alla Fiera di Plovdiv, dicendo che erano state assemblate nella fabbrica militare nella città di Kazanlăk. 
Le vetture erano di marca Bulgarrenault e la parte superiore sinistra del loro parabrezza portava un adesivo tricolore con un'iscrizione Bulet.
Rabotnichesko delo del 21 settembre 1966, citava un alto dirigente della Renault il quale affermava riguardo al contratto appena firmato con ETO Bulet, che oltre 10.000 esemplari di auto Renault 8 sarebbero stati montati in Bulgaria entro il 1970.

## Avvio della produzione
I responsabili del progetto della creazione delle linee di montaggio Renault in Bulgaria furono l'ingegnere francese Pierre Auberger e gli amministratori delegati di ETO Bulet Emil Razlogov e di SPC Metalhim gen. Jamakov Stefan Vapcarov che ne sarebbe diventato il responsabile tecnico, mentre Atanas Taskov e Georgi Mladenov furono chiamati come responsabili per l'esportazione di autovetture ETO Bulet. 
Un gruppo di ingegneri bulgari fu inviato a sottoporsi ad un addestramento di tre mesi presso fabbriche della Renault in Francia.
Inizialmente, la Francia forniva le parti necessarie e i componenti delle vetture, ma il piano era quello di passare gradualmente ad un assemblaggio progressivo, che avrebbe portato alla fabbricazione della grande maggioranza di queste in Bulgaria.
Nel 1967, la catena di montaggio fu spostata nella città di Plovdiv, dove la costruzione della nuova linea di assemblaggio nella nuova fabbrica era stato appena completato. 
Fino alla consegna formale della fabbrica, l'assemblaggio si svolse temporaneamente persino nel padiglione n. 10 del Quartiere Fieristico di Plovdiv.
Il nuovo stabilimento funzionò fino al 1970 lungo la sua linea completamente automatizzata di assemblaggio in movimento, che comprendeva la saldatura e moderni macchinari per la verniciatura, questi ultimi ottenuti ad un costo di 15 milioni di dollari.

## Aumento della produzione e la fine del progetto
La produzione annua dello stabilimento di assemblaggio di automobili aveva lo scopo di raggiungere le 3.000 autovetture, ma questo ambizioso obiettivo non fu mai raggiunto. 
Fino al 1970, la fabbrica di Plovdiv produsse complessivamente solo circa 4.000 esemplari di auto Bulgarrenault 8 e 10, per un costo totale dei componenti forniti dai francesi dell'equivalente di 6 milioni di dollari americani, in media 1.500 dollari per auto prodotta. 
Le vetture prodotte furono commercializzate in Bulgaria nel febbraio del 1967, come fu ufficialmente annunciato nel numero 2 della rivista bulgara di auto Avto-Moto. 
La rivista aveva annunciato un prezzo di 5.500 lev bulgari per esemplare, ma i prezzi effettivi furono fissati in 6.100 lev per la Bulgarrenault 8 e 6.800 lev per la Bulgarrenault 10. 
Una parte delle vetture assemblate furono anche vendute all'estero, durante gli anni dal 1967 al 1969, 500 auto Bulgarrenault 10 furono esportate in Jugoslavia, e nel 1970 altre 300 vetture Bulgarrenault 8 e 10 furono esportate in Austria. 
Altri acquirenti di auto Bulgarrenault furono alcuni paesi del Medio Oriente.
A causa del relativo insuccesso dell'esperienza e delle mutate condizioni politiche, tutta la produzione di autovetture della Bulgarrenault si arrestò nei primi mesi del 1970.

## Vetture esportate
- 1968: 522
- 1969: 789
- 1970: 462

esportazioni totali: 1773